# 草茨藻
草茨藻（学名：Najas graminea），又名拂尾藻、塵尾藻或陽明柳，是水鳖科茨藻属的植物。廣泛分佈於世界各地，生长于海拔200米至1,800米的地区，常生长在稻田边、沟渠边、湖中、稻田中、流水中、静水中、静水池沼、浅水中、湖边及溪水中。